# آرتور گریگوریان (روزنامه‌نگار)
آرتور کامساراکانی گریگوریان (ارمنی: Արթուր Կամսարականի Գրիգորյան؛  زادهٔ ۲۷ اوت ۱۹۶۳) روزنامه‌نگار، روزنامه‌نگار تلویزیونی اهل ارمنستان که از تاریخ ۳ فوریه ۲۰۱۶ تا کنون عضو شورای عمومی جمهوری ارمنستان است.

## زندگی‌نامه
وی در ۲۷ اوت ۱۹۶۳ در ایروان به دنیا آمد و از کالج دولتی موسیقی رومانوس ملیکیان و دانشگاه ملی پلی‌تکنیک ارمنستان فارغ‌التحصیل گشت. وی عضو اتحادیه روزنامه‌نگار نظامی است. همچنین برندهٔ جوایزی همچون مدال موسس خورناتسی شده است.

## یادداشت
1. ↑  Հայաստանի Հանրապետության հանրային խորհրդի անդամներ
2. ↑  հեռուստալրագրող